# Hansi
Hansi är en stad i den indiska delstaten Haryana, och tillhör distriktet Hisar. Folkmängden uppgick till 86 770 invånare vid folkräkningen 2011.